# Bleptina thisbesalis
Bleptina thisbesalis là một loài bướm đêm trong họ Noctuidae.